# Katholisches Pfarrhaus (Grombach)

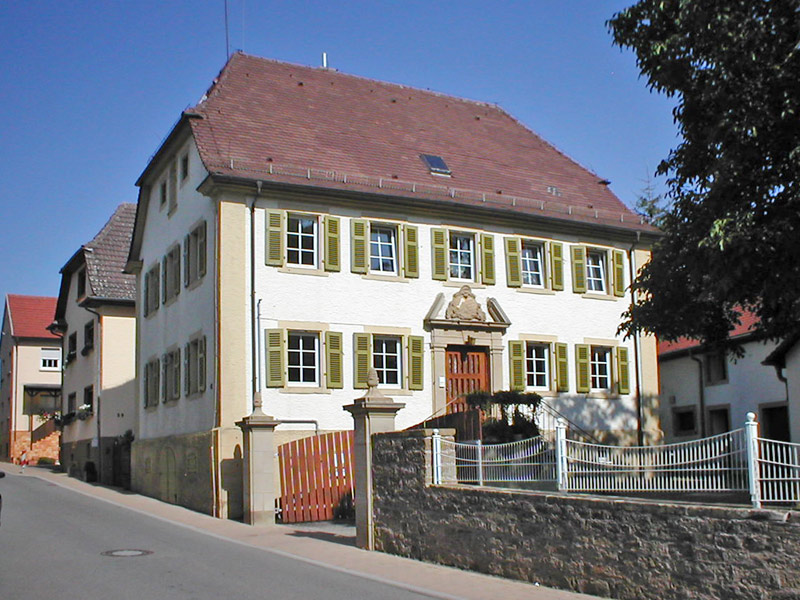
Katholisches Pfarrhaus in Grombach

Das katholische Pfarrhaus in Grombach, einem Stadtteil von Bad Rappenau im Landkreis Heilbronn im nördlichen Baden-Württemberg, wurde 1754 erbaut.

## Geschichte
Das unweit der katholischen Kirche St. Margaretha an der Hauptstraße von Grombach gelegene Pfarrhaus geht auf einen Vorgängerbau zurück, der schon 1496 im Wormser Synodale erwähnt wurde. Die Baulast lag ursprünglich beim Stift Wimpfen, zu dem Grombach vor der Reformation kirchlich zählte. Der historische Bau wurde im Bayerischen Erbfolgekrieg 1505 wie der ganze Ort ein Raub der Flammen. Über die Nachfolgebauten ist wenig bekannt. Das heutige Pfarrhaus wurde 1754 vollendet, in den Folgejahren wurde auch die Kirche St. Margaretha erneuert.
1873 gehörten zum Pfarrhaus eine Scheuer mit einstöckigem Stall, ein Schweinestall mit zweistöckiger Remise, ein einstöckiges Waschhaus und eine einstöckige Holzremise. Der zugehörige Pfarrgarten entstand, als nach dem Bau des Grombacher Schulhauses das alte katholische Schulhaus 1891 abgerissen wurde. Renovierungen fanden 1900 und 1969 statt.
Das Pfarrhaus wurde bis 1991 vom katholischen Pfarrer des Ortes bewohnt und diente auch als Aufbewahrungsort für Kirchenbücher und Pfarrarchiv. Nach dem Wegzug von Pfarrer Ernst Dochat wurde die katholische Gemeinde mit der des Nachbarortes Obergimpern vereint. Die Archivalien kamen nach Obergimpern, das Haus nutzen seitdem kirchliche Gruppen.

## Beschreibung
Das Pfarrhaus ist ein giebelständiges, massives zweigeschossiges Gebäude mit Krüppelwalmdach, errichtet auf einem massiven Kellergeschoss, mit Eckquaderung und einem zweiseitigen Treppenaufgang zum Portal in der Mitte der fünfachsigen westlichen Traufseite. Das Portal ist bekrönt von einem gesprengten Dreiecksgiebel mit zwei ovalen Kartuschen inmitten von Rocaille- und Rollwerk-Schmuck. Die linke Kartusche zeigt zwei Schlüssel, die als Attribute des hl. Petrus für das Bistum Worms und das Stift Wimpfen stehen. Die rechte Kartusche enthält ein Chronogramm mit einem lateinischen Spruch aus Lukas 22, aus dem sich das Baujahr 1754 erschließen lässt. An der nördlichen Giebelseite zur Straße ist unterhalb der Traufe eine Nische in die Fassade eingelassen, in der sich einst eine Figur der hl. Barbara befand. Die Figur kam bei der Renovierung von 1969 abhanden.